# Licy-Clignon
Licy-Clignon település Franciaországban, Aisne megyében. Lakosainak száma 70 fő (2022. január 1.). Licy-Clignon Belleau, Bussiares, Courchamps, Hautevesnes, Monthiers és Torcy-en-Valois községekkel határos.

## Népesség
A település népességének változása:
| Lakosok száma | 40   | 42   | 63   | 88   | 79   | 75   | 74   | 74   | 74   | 70   |
|               | 1968 | 1982 | 1990 | 2006 | 2013 | 2015 | 2017 | 2019 | 2020 | 2022 |